# Sărituri în apă la Jocurile Olimpice de vară din 2024
Probele sportive de sărituri în apă la Jocurile Olimpice de vară din 2024 s-au desfășurat în perioada 27 iulie–10 august 2024 la Paris Aquatics Centre din Paris. Vor avea loc câte patru probe sportive atât la masculin, cât și la feminin – 3 metri trambulină, 3 metri trambulină sincron, 10 metri platformă, 10 metri platformă sincron.

## Clasament pe medalii
| Loc   | Țară                       | Aur | Argint | Bronz | Total |
| ----- | -------------------------- | --- | ------ | ----- | ----- |
| 1     | China                      | 8   | 2      | 1     | 11    |
| 2     | Marea Britanie             | 0   | 1      | 4     | 5     |
| 3     | Mexic                      | 0   | 1      | 1     | 2     |
| 3     | Coreea de Nord             | 0   | 1      | 1     | 2     |
| 5     | Australia                  | 0   | 1      | 0     | 1     |
| 5     | Japonia                    | 0   | 1      | 1     | 2     |
| 5     | Statele Unite ale Americii | 0   | 1      | 1     | 2     |
| 8     | Canada                     | 0   | 0      | 1     | 1     |
| Total | Total                      | 8   | 8      | 8     | 24    |

## Medaliați

### Masculin
| Probă                              | Aur                                | Argint                                     | Bronz                                           |
| 3 metri trambulină Detalii         | Xie Siyi · China                   | Wang Zongyuan · China                      | Osmar Olvera · Mexic                            |
| 10 metri platformă Detalii         | Cao Yuan · China                   | Rikuto Tamai · Japonia                     | Noah Williams · Marea Britanie                  |
| 3 metri trambulină sincron Detalii | China · Wang Zongyuan · Long Daoyi | Mexic · Juan Celaya · Osmar Olvera         | Marea Britanie · Anthony Harding · Jack Laugher |
| 10 metri platformă sincron Detalii | China · Yang Hao · Lian Junjie     | Marea Britanie · Tom Daley · Noah Williams | Canada · Rylan Wiens · Nathan Zsombor-Murray    |

### Feminin
| Probă                              | Aur                               | Argint                                                  | Bronz                                                     |
| 3 metri trambulină Detalii         | Chen Yiwen · China                | Maddison Keeney · Australia                             | Chang Yani · China                                        |
| 10 metri platformă Detalii         | Quan Hongchan · China             | Chen Yuxi · China                                       | Kim Mi-rae · Coreea de Nord                               |
| 3 metri trambulină sincron Detalii | China · Chen Yiwen · Chang Yani   | Statele Unite ale Americii · Sarah Bacon · Kassidy Cook | Marea Britanie · Yasmin Harper · Scarlett Mew Jensen      |
| 10 metri platformă sincron Detalii | China · Chen Yuxi · Quan Hongchan | Coreea de Nord · Kim Mi-rae · Jo Jin-mi                 | Marea Britanie · Andrea Spendolini-Sirieix · Lois Toulson |